# Dendeicultura na Amazônia
A dendeicultura na Amazônia é uma das atividades econômicas mais importantes desenvolvidas nessa Região e representa uma parcela significativa das rendas da agricultura familiar e industrial. É também alo de políticas públicas para a inclusão de agricultores, para a promoção do desenvolvimento social. Apesar de haverem algumas dificuldades nessa promoção.

## História
A dendeicultura se tornou muito importante após a crise do petróleo que mostraram a importância de se desenvolver outras fontes alternativas de combustível. É grandemente destinada para a fabricação de biocombustível feita em escala industrial. O dendezeiro é uma palmeira que foi trazida da África para o Brasil no período do tráfico negreiro. O seu plantio em larga escala, foi introduzido no Pará pela SPVEA (Superintendência do Plano de Valorização Econômica da Amazônia). Onde em 1967, foi firmado um contrato de convênio com o IRHO (Institut de Recherches pour les l-luiles et Oleagineux) para a implantação e desenvolvimento do bloco-piloto de 1.500 lia do Projeto de Dendê da mencionada instituição.
Mas de fato o dendê é introduzido na Amazônia por meio de pesquisadores como George O’Neill Addison (1916–1967), o qual era pesquisador do Instituto Agronômico do Norte (IAN), entre 1944 a 1955, onde fez os primeiros estudos com cruzamentos interespecíficos entre o caiaué e o pólen do dendezeiro. A partir daí o diretor do IAN Felisberto Cardoso de Camargo (1896–1977), continuou com a introdução de dendezeiro vindo do Congo. A partir de 1980 a Embrapa desenvolve estudos mais aprofundados sobre o Dendenzeiro.

## Problemas Sócio-econômicos
A produção do dendê Amazônia se faz por meio de distintas formas. Uma das formas é por meio das políticas públicas no Programa Nacional de Produção e Uso de Biodiesel (PNPB), o qual representa uma tentativa da promoção sutentável de inclusão social dos agricultores que dela participam. . É uma questão que mais gera conflito na região. Pois a produção a dendê por meio da agricultura familiar é feita por meio de contratos que não tem a devida fiscalização. Com isso os trabalhadores muitas vezes têm suas rendas limitadas, não podendo plantar outras espécies em suas terras.